# Fosco Giachetti
Pour les articles homonymes, voir Giachetti.
Fosco Giachetti, né le 28 mars 1900 à Sesto Fiorentino et mort le 22 décembre 1974 à Rome, est un acteur de cinéma italien.

## Biographie
Fosco Giachetti commence sa carrière au théâtre  au début des années 1920 avec Ermete Zacconi et dans la période 1927/1928 il joue dans la compagnie professionnelle Compania Ricci-Bagni. En 1928, il rejoint le groupe théâtral de Tatiana Pavlova et y reste jusqu'en 1933,.
En 1933, il débute au cinéma où il joue un large éventail de rôles principaux dans de productions a caractère variés , drame, thèmes historiques, romans, adaptations d'opéra et mélodrames. Fosco Giachetti est populaire en Italie sous le régime fasciste de Benito Mussolini, jouant dans divers films  de propagande réalisés par Augusto Genina et Carmine Gallone  comme  l'Escadron blanc (1936), Scipion l'Africain (1937), Les Cadets de l'Alcazar (1940) et Bengasi (1942) qui lui vaut la Coupe Volpi de la meilleure interprétation masculine,.
Dans les premières années d'après-guerre, ses films gagnent en substance, et Giachetti apparaît dans des sujets traitant les thèmes sociaux. S'adaptant peu au Nouveau Réalisme il se tourne à nouveau vers le théâtre. En 1950, avec  René Clément, il a joué Laurent Bertal dans Le Château de verre. À partir des années 1950, il joue des rôles secondaires à des intervalles irréguliers, jouant de plus en plus dans les productions télévisuelles,.

## Filmographie
- 1933 : Il Trattato scomparso
- 1934 : L'Ultimo dei Bergerac : Il tenente
- 1934 : Luci sommerse : Lord Spider
- 1934 : Creature della notte
- 1934 : L'Avvocato difensore
- 1936 : Tredici uomini e un cannone
- 1936 : L'Escadron blanc (Lo squadrone bianco) : Il capitano Santelia
- 1936 : Fiordalisi d'oro
- 1936 : Cœur de gueux (Cuor di vagabondo)
- 1937 : Sentinelle di bronzo
- 1937 : Scipione l'africano : Captain Massinissa
- 1938 : L'Inconnue de Monte-Carlo (La Signora di Montecarlo) : Giorgio Duclos
- 1938 : Le Roman d'un génie (Giuseppe Verdi) : Giuseppe Verdi
- 1938 : Orgoglio : Alberto Celoria
- 1939 : Napoli che non muore : Mario Fusco
- 1939 : Le Songe de Madame Butterfly (Il Sogno di Butterfly) : Harry Peters
- 1939 : Uragano ai tropici : Il capitano Moraes
- 1939 : Carmen fra i rossi : Saverio (version italienne)
- 1940 : L'ultima nemica d'Umberto Barbaro : Franco Rossi
- 1940 : Les Cadets de l'Alcazar (L'Assedio dell'Alcazar) : Il capitano Vela
- 1940 : Le Salaire du péché (La peccatrice) : Salvatore, fratello di Adele
- 1940 : Alerte aux Blancs (Senza cielo) : Mario Riccardi
- 1940 : La Fille du corsaire : (La figlia del Corsaro Verde) d'Enrico Guazzoni : Carlos de la Riva
- 1941 : Ridi pagliaccio! : Pietro Rinaldi
- 1941 : Lumières dans les ténèbres (Luce nelle tenebre) : Alberto Serrani
- 1941 : Nozze di sangue : Gidda
- 1941 : L'Amante segreta : Giorgio Amholt
- 1942 : Fari nella nebbia : Cesare
- 1942 : Le Coup de pistolet (Un Colpo di pistola) : Andrea Anickoff
- 1942 : Commando du désert (Bengasi) : Il capitano Enrico Berti
- 1942 : Nous, les vivants (Noi vivi) de Goffredo Alessandrini : Andrei Taganov
- 1942 : Inferno giallo : Francesco
- 1942 : Lèvres closes (Labbra serrate) : Ruggero D'Anzi
- 1943 : La Statua vivente : Paolo Vieri
- 1943 : Una Piccola moglie : Giulio Nardi
- 1945 : La Confession tragique (L'abito nero da sposa) de Luigi Zampa : le cardinal Giovanni de Medici
- 1945 : La vie recommence (La Vita ricomincia) : Paolo Martini
- 1945 : Il sole di Montecassino : Benedetto
- 1946 : Addio, mia bella Napoli! : Carlo Sanna, composer of napolitan songs
- 1946 : Notte di tempesta : Domenico
- 1947 : Nada
- 1947 : Les Frères Karamazov (I fratelli Karamazoff), de Giacomo Gentilomo
- 1947 : Symphonie humaine (L'Altra) : Pianista Marco de Santis
- 1947 : Les Maudits de René Clément : Garosi
- 1947 : Cuatro mujeres
- 1948 : Le Carrefour des passions (Gli Uomini sono nemici) : Toniani
- 1948 : Cocaïne (Una Lettera all'Alba) : Carlo Marini
- 1949 : Romanticismo de Clemente Fracassi : Tito Ansperti
- 1950 : I falsari : Moroni
- 1950 : Le Château de verre : Laurent Bertal (Italian version)
- 1952 : Quatre roses rouges (Quattro rose rosse de Nunzio Malasomma : Antonio Berti
- 1953 : Carne de horca : Lucero
- 1954 : La Maison du souvenir (Casa ricordi) : Giuseppe Verdi
- 1956 : Quatre pas dans les nuages (Sous le ciel de Provence) de Mario Soldati : Antonio
- 1958 : Un homme facile (Un uomo facile) de Paolo Heusch : le docteur
- 1960 : L'Homme aux cent visages (Il mattatore) : General Benito Mesci
- 1960 : Le Conquérant de l'Orient (Il conquistatore d'Oriente) de Tanio Boccia
- 1961 : L'Épave (Il relitto)
- 1962 : La Nonne de Monza (La monaca di Monza) de Carmine Gallone : Monsignor Barca
- 1962 : La Colère d'Achille (L'ira di Achille) : Priamos
- 1962 : La notte dell'innominato
- 1963 : Jacob, l'homme qui combattit Dieu (Giacobbe, l'uomo che lottò con Dio) : Abramo  /  Abraham
- 1963 : Jacob et Esaü (Giacobbe ed Esaù) de Mario Landi : Isaac
- 1963 : Nozze di sangue (TV)
- 1964 : Le Fils de Tarass Boulba (Taras Bulba, il cosacco)
- 1964 : Vita di Michelangelo (TV)
- 1965 : Samba : João Fernandes de Oliveira
- 1967 : La Mujer de otro : Father
- 1968 : Processo a Gesù (TV)
- 1970 : Un Mese in campagna (TV)
- 1970 : Le Conformiste (Il Conformista) : Il colonnello
- 1971 : Scipion, dit aussi l'Africain (Scipione detto anche l'africano) de Luigi Magni
- 1973 : L'Héritier : Luigi Galazzi[3].